# Tricolor Baia Mare
Tricolor Baia Mare war ein rumänischer Fußballverein aus Baia Mare. Er spielte zwar nie in der höchsten rumänischen Fußballliga, der Divizia A, stand aber im Jahr 1935 im Achtelfinale um den rumänischen Pokal.

## Geschichte
Tricolor Baia Mare wurde im Jahr 1927 gegründet. Bis zur Gründung der Divizia B im Jahr 1934 spielte er in der regionalen Meisterschaft und schaffte es nicht, sich für die nationale Endrunde zu qualifizieren. In der Saison 1934/35 belegte der Klub den zweiten Platz der Staffel III, verpasste die Teilnahme an den Aufstiegsrunde jedoch um elf Punkte gegenüber dem Lokalrivalen Phoenix. In der gleichen Spielzeit erreichte Tricolor nach einem Sieg über RGM Timișoara das Achtelfinale um den rumänischen Pokal, unterlag dort jedoch ASCAM Bukarest nach Verlängerung. Die Saisonende 1935/36 beendete der Verein auf dem sechsten Platz der Staffel III. In der Spielzeit 1936/37 nahm er an der neu gegründeten Divizia C teil, gewann die Gruppe Nord im Finale gegen Ceramica Bistrița und stieg in die Divizia B auf. Dort belegte Tricolor nach dem Klassenerhalt 1938 in der Spielzeit 1938/39 nur den letzten Platz und musste absteigen.
Nach dem Ende des Zweiten Weltkrieges startete der Klub als Mnauer Baia Mare in der Saison 1946/47 in der Divizia C. Als Zweiter der Staffel VI gelang der Aufstieg in die Divizia B. Nach einem zehnten Platz in der Saison 1947/48 fusionierte Minaur mit dem Lokalrivalen Phoenix Baia Mare zu CSM Baia Mare und löste sich damit auf.

## Erfolge
- Aufstieg in die Divizia B: 1937, 1947
- Achtelfinale im rumänischen Pokal: 1935

## Bekannte Spieler
- Andrei Sepci
- Vasile Zavoda